# Ia Tôr
Ia Tôr là một xã thuộc tỉnh Gia Lai, Việt Nam.
Xã Ia Tor có diện tích 22,08 km², dân số năm 2008 là 3.580 người, mật độ dân số đạt 162 người/km².